# Parasemia floccosa
Parasemia floccosa là một loài bướm đêm thuộc phân họ Arctiinae, họ Erebidae.